# Regierung Buhl II
Die Regierung Buhl II (dän. regeringen Buhl II) unter dem sozialdemokratischen Ministerpräsidenten Vilhelm Buhl war vom 5. Mai 1945 bis zum 7. November 1945 die dänische Regierung. Amtierender König war Christian X. Weil sie die erste Regierung nach dem Zweiten Weltkrieg war, wird die Regierung Buhl auch als Befreiungsregierung (befrielsesregeringen) bezeichnet.
Die Regierung Buhl II war das 42. dänische Kabinett seit der Märzrevolution und die einzige Sammlungsregierung des Königreiches, die nicht unter der deutschen Besatzung gebildet wurde.

## Kabinettsliste
| Ressort                                                | Name                 | Partei                       | Amtsperiode                    |
| ------------------------------------------------------ | -------------------- | ---------------------------- | ------------------------------ |
| Ministerpräsident                                      | Vilhelm Buhl         | Socialdemokraterne           |                                |
| Äußeres                                                | Vilhelm Buhl         | Socialdemokraterne           | ad interim bis zum 7. Mai 1945 |
| Äußeres                                                | J. Christmas Møller  | Det Konservative Folkeparti  | ab dem 7. Mai 1945             |
| Finanzen                                               | H. C. Hansen         | Socialdemokraterne           |                                |
| Krieg und Marine (vereinigt als Verteidigungsminister) | Ole Bjørn Kraft      | Det Konservative Folkeparti  |                                |
| Kirche                                                 | Arne Sørensen        | Dansk Samling                |                                |
| Bildung                                                | A. M. Hansen         | Det Radikale Venstre         |                                |
| Justiz                                                 | N. Busch-Jensen      | Socialdemokraterne           |                                |
| Inneres                                                | Knud Kristensen      | Venstre                      |                                |
| öffentliche Arbeiten                                   | Carl Petersen        | Socialdemokraterne           |                                |
| Verkehr                                                | Peter Alfred Jensen  | Danmarks Kommunistiske Parti |                                |
| Landwirtschaft und Fischerei                           | Erik Eriksen         | Venstre                      |                                |
| Industrie, Handel und Seefahrt                         | Vilhelm Fibiger      | Det Konservative Folkeparti  |                                |
| Arbeit und Soziales                                    | Hans Hedtoft         | Socialdemokraterne           |                                |
| besondere Aufgaben                                     | Mogens Fog           | Danmarks Kommunistiske Parti |                                |
| ohne Geschäftsbereich                                  | Aksel Larsen         | Danmarks Kommunistiske Parti |                                |
| ohne Geschäftsbereich                                  | Frode Jakobsen       | Socialdemokraterne           |                                |
| ohne Geschäftsbereich                                  | Kr. Juul Christensen |                              |                                |
| ohne Geschäftsbereich                                  | Henrik Kauffmann     | Parteiloser                  | ab dem 12. Mai 1945            |

## Quelle
- Statsministeriet: Regeringen Buhl II